# Lib-Lab
Se conoce como movimiento Liberal-Laborista (Lib-Lab) a la práctica desempeñada en el Reino Unido por parte de algunas secciones locales del Partido Liberal de aceptar y apoyar a candidatos económicamente sostenidos por los sindicatos. Estos candidatos se presentaban al Parlamento del Reino Unido con el propósito de representar a la clase trabajadora, aunque mantenían un apoyo general al Partido Liberal.
El primer candidato Lib-Lab en concurrir a los comicios fue George Odger, que se presentó a la elección parcial de 1870 en la circunscripción de Southwark. Los primeros candidatos Lib-Lab en ser electos fueron Alexander Macdonald y Thomas Burt, ambos miembros de la Federación de Mineros de Gran Bretaña (MFGB), en las elecciones generales de 1874. En las elecciones de 1880 se les sumó Henry Broadhurst, de la Operative Society of Masons, y el movimiento alcanzó su cima en los comicios de 1885, en los que fueron elegidos doce diputados. Entre estos estaba William Abraham (Mabon), de la circunscripción de Rhondda, cuyos méritos a la nominación liberal se basaron esencialmente en sus credenciales de clase trabajadora. 
Los candidatos se presentaban generalmente con el apoyo del Partido Liberal, de la Liga de Representación Laborista y de uno o más sindicatos. A partir de 1885 se inició el declive. La desilusión creció por la derrota de la huelga del textil de Manningham, así como una serie de decisiones que restringieron la actividad sindical que culminaron en el Caso Taff Vale, sin la menor protesta del Partido Liberal, y en la fundación del Partido Laborista Independiente en 1892 seguido de su giro hacia el sindicalismo.
La formación del Comité de Representación Laborista en 1900, seguida de la del Partido Laborista en 1906, significó la existencia en la Cámara de los Comunes de dos grupos diferentes de diputados avalados por los sindicatos, sentados a ambos lados del hemiciclo (unos 28 en la bancada laborista y unos 23 en la liberal). El Trades Union Congress decidió ordenar a sus sindicatos afiliados requerir a sus diputados presentarse a las siguientes elecciones como candidatos del Partido Laborista y, en su caso, cambiar de grupo parlamentario. De los 23 diputados liberales sostenidos por los sindicatos, 15 estaban respaldados por sindicatos afiliados a la MFGB. Cuando la Federación de Mineros se afilió al Partido Laborista en 1909, la mayor parte de sus parlamentarios se unieron al laborismo, una vez celebradas las elecciones generales de enero de 1910.
El grupo Liberal-Laborista finalmente feneció en las elecciones de 1918, cuando Thomas Burt (por entonces veterano diputado de los Comunes) y Arthur Richardson cesaron en sus cargos.

## Lista de diputados Lib-Lab
| Nombre                | Circunscripción                  | Sindicato                      | Desde | Hasta             | Notas                                                                      |
| --------------------- | -------------------------------- | ------------------------------ | ----- | ----------------- | -------------------------------------------------------------------------- |
| William Abraham       | Rhondda                          | Mineros (SWMF/MFGB)            | 1885  | 1910              | Se afilió al Partido Laborista en 1910                                     |
| Joseph Arch           | Norfolk Noroeste                 | Jornaleros (NALU)              | 1885  | 1886              |                                                                            |
| Joseph Arch           | Norfolk Noroeste                 | Jornaleros (NALU)/Ninguno      | 1892  | 1900              |                                                                            |
| William Brace         | Glamorganshire Sur               | Mineros (MFGB)                 | 1906  | 1909              | Se afilió al Partido Laborista en 1909                                     |
| Henry Broadhurst      | Stoke-upon-Trent (Staffordshire) | Canteros (OSM)                 | 1880  | 1885              |                                                                            |
| Henry Broadhurst      | Birmingham Bordesley             | Canteros (OSM)                 | 1885  | 1886              |                                                                            |
| Henry Broadhurst      | Nottingham Oeste                 | Canteros (OSM)                 | 1886  | 1892              |                                                                            |
| Henry Broadhurst      | Leicester                        | Canteros (OSM)                 | 1894  | 1906              |                                                                            |
| John Burns            | Battersea                        | Comité local                   | 1892  | 1918              |                                                                            |
| Thomas Burt           | Morpeth                          | Mineros (NMA/MFGB)             | 1874  | 1918              |                                                                            |
| William Pollard Byles | Shipley (Yorkshire del Oeste)    | Ninguno                        | 1892  | 1895              |                                                                            |
| Herbert James Craig   | Tynemouth (Tyne y Wear)          | Ninguno                        | 1906  | 1918              |                                                                            |
| William Crawford      | Mid Durham                       | Mineros (DMA)                  | 1885  | 1890              |                                                                            |
| William Randal Cremer | Haggerston (Londres Este)        | Carpinteros (ASCJ)             | 1885  | 1895              |                                                                            |
| William Randal Cremer | Haggerston (Londres Este)        | Carpinteros (ASCJ)             | 1900  | 1908              |                                                                            |
| John Charles Durant   | Stepney                          | Ninguno                        | 1885  | 1886              |                                                                            |
| Enoch Edwards         | Hanley (Staffordshire)           | Mineros (MFGB)                 | 1906  | 1909              | Se afilió al Partido Laborista en 1909                                     |
| Charles Fenwick       | Wansbeck (Northumberland         | Mineros (NMA/MFGB)             | 1885  | 1918              |                                                                            |
| Frederick Hall        | Normanton (Yorkshire del Oeste)  | Mineros (MFGB)                 | 1905  | 1909              | Se afilió al Partido Laborista en 1909                                     |
| William Edwin Harvey  | Derbyshire Nororiental           | Mineros (MFGB)                 | 1907  | 1910              | Se afilió al Partido Laborista en 1910                                     |
| John George Hancock   | Mid Derbyshire                   | Mineros (MFGB)                 | 1909  | 1918              | Se afilió al Partido Laborista en 1910. Volvió al Partido Liberal en 1915. |
| John George Hancock   | Belper                           | Mineros (MFGB)                 | 1918  | 1923              |                                                                            |
| George Howell         | Bethnal Green Nororiental        | Construcción (OBS)             | 1885  | 1895              |                                                                            |
| John Hagan Jenkins    | Chatham (Kent)                   | Astilleros (ASS)               | 1906  | 1906              | Se afilió al Partido Laborista poco después de las elecciones              |
| John Johnson          | Gateshead                        | Mineros (MFGB)                 | 1904  | Enero de 1910     |                                                                            |
| William Johnson       | Nuneaton                         | Mineros (MFGB)                 | 1906  | 1909              | Se afilió al Partido Laborista en 1909                                     |
| Barnet Kenyon         | Chesterfield                     | Mineros (MFGB)                 | 1913  | 1929              | Liberal tras 1918                                                          |
| Joseph Leicester      | West Ham Sur                     | Vidrieros (GTS)                | 1885  | 1886              |                                                                            |
| Alexander Macdonald   | Stafford                         | Mineros (NMA)                  | 1874  | 1881              |                                                                            |
| Fred Maddison         | Sheffield Brightside             | Tipógrafos (TA)                | 1898  | 1900              |                                                                            |
| Fred Maddison         | Burnley                          | Tipógrafos (TA)                | 1906  | Enero de 1910     |                                                                            |
| George Nicholls       | Northamptonshire Norte           | Campesinos (NUAW)              | 1906  | Enero de 1910     |                                                                            |
| William Parrott       | Normanton (Yorkshire del Oeste)  | Mineros (MFGB)                 | 1904  | 1905              |                                                                            |
| Ben Pickard           | Normanton (Yorkshire del Oeste)  | Mineros (YMA/MFGB)             | 1885  | 1904              |                                                                            |
| Arthur Richardson     | Nottingham Sur                   | Comité local                   | 1906  | Enero de 1910     |                                                                            |
| Arthur Richardson     | Rotherham                        |                                | 1917  | 1918              |                                                                            |
| Thomas Richards       | Monmouthshire Oeste (Gales)      | Mineros (MFGB)                 | 1904  | 1909              | Se afilió al Partido Laborista en 1909                                     |
| James Rowlands        | Finsbury Este                    | Ninguno                        | 1886  | 1895              |                                                                            |
| Albert Stanley        | Staffordshire Noroccidental      | Mineros (MFGB)                 | 1907  | 1910              | Se afilió al Partido Laborista en 1909                                     |
| W. C. Steadman        | Stepney                          | Constructores navales (RTBBTU) | 1898  | 1900              |                                                                            |
| W. C. Steadman        | Finsbury Central                 | Constructores navales (RTBBTU) | 1906  | Enero de 1910     |                                                                            |
| Henry Harvey Vivian   | Birkenhead                       | Carpinteros (ASCJ)             | 1906  | Diciembre de 1910 |                                                                            |
| John Wadsworth        | Hallamshire (Yorkshire del Sur)  | Mineros (MFGB)                 | 1906  | 1910              | Se afilió al Partido Laborista en 1910                                     |
| John Williams         | Gower                            | Mineros (MFGB)                 | 1906  | 1909              | Se afilió al Partido Laborista en 1909                                     |
| Havelock Wilson       | Middlesbrough                    | Marineros y Bomberos (NSFU)    | 1892  | 1900              |                                                                            |
| Havelock Wilson       | Middlesbrough                    | Marineros y Bomberos (NSFU)    | 1906  | Enero de 1910     |                                                                            |
| John Wilson           | Houghton-le-Spring (Tyne y Wear) | Mineros (DMA)                  | 1885  | 1886              |                                                                            |
| John Wilson           | Mid Durham                       | Mineros (DMA/MFGB)             | 1890  | 1915              |                                                                            |
| Sam Woods             | Ince (Cheshire)                  | Mineros (MFGB)                 | 1892  | 1895              |                                                                            |
| Sam Woods             | Walthamstow                      | Mineros (MFGB)                 | 1897  | 1900              |                                                                            |